# Henry Cohn
Henry Cohn est un mathématicien américain.

## Biographie
Il est chercheur principal chez Microsoft Research et professeur auxiliaire au MIT. En collaboration avec Abhinav Kumar, Stephen D. Miller, Danylo Radchenko et Maryna Viazovska, il résout le problème de l'empilement de la sphère en 24 dimensions.
Cohn est diplômé de l'université Harvard en 2000 avec un doctorat en mathématiques. Il est chargé de cours Erdős à l'université hébraïque de Jérusalem en 2008. En 2016, il devient membre de l'American Mathematical Society « pour ses contributions aux mathématiques discrètes, notamment les applications à l'informatique et à la physique ».
En 2018, il reçoit le Prix Levi-Conant pour son article « A Conceptual Breakthrough in Sphere Packing », publié en 2017 dans les Notices of the AMS .